# Sylvia Wilz
Sylvia Marlene Wilz (* 1964 in Hanau) ist eine deutsche Soziologin.

## Leben
Von 1983 bis 1986 absolvierte sie ein Fachhochschulstudium Bibliothekswesen. Von 1986 bis 1996 war sie Diplombibliothekarin an der Universitätsbibliothek Frankfurt am Main. Von 1987 bis 1994 studierte sie Soziologie, Nebenfächer Sozialpsychologie, Politik, Polytechnik und Arbeitslehre an der Universität Frankfurt am Main, Abschluss: Diplom. Von 1994 bis 1995 arbeitete sie am Frankfurter Büro für Armutsberichterstattung. Von 1995 bis 1998 war sie am Landesinstitut Sozialforschungsstelle Dortmund tätig. Von 1996 bis 1998 forschte sie im DFG-Graduiertenkolleg "Geschlechterverhältnis und sozialer Wandel". Von 1999 bis 2000 war sie wissenschaftliche Angestellte im Bereich Allgemeine Soziologie/Sozialwissenschaftliche Frauenforschung an der Universität Bielefeld. Nach der Promotion 2000 in Bielefeld, Fakultät für Soziologie war sie von 2000 bis 2003 wissenschaftliche Mitarbeiterin im DFG-Projekt "Geschlechterkonstruktionen im Organisationswandel am Beispiel Polizei" an der Universität Bielefeld. Von 2003 bis 2004 lehrte sie als Juniorprofessur für Soziologie an der Hamburger Universität für Wirtschaft und Politik. Von 2004 bis 2009 war sie Juniorprofessur für Soziologie organisationaler Entscheidungen an der FernUniversität in Hagen. Seit 2010 ist sie Professorin für Organisationssoziologie und qualitative Methoden in Hagen.
Ihre Arbeitsschwerpunkte sind Arbeits- und Organisationssoziologie, qualitative Methoden und Geschlechtersoziologie. Ihre Forschungsschwerpunkte sind mikrosoziologische Analyse von Arbeit und Organisation, Entscheidungen von und in Organisationen, Personalauswahl und Personalberatung, Prozesse der Geschlechterdifferenzierung in Organisationen und Polizeiforschung.

## Schriften (Auswahl)
- Wilz, Sylvia Marlene (1996): Arbeitsgestaltung in der Sachbearbeitung. Bremerhaven. ISBN 3-89429-791-3.
- Wilz, Sylvia Marlene (2002): Organisation und Geschlecht. Strukturelle Bindungen und kontingente Kopplungen. Opladen  ISBN 3-8100-3211-5.
- Wilz, Sylvia Marlene (2004): Alles eine Frage der Zeit? Zur Situation von Frauen und Männern in der Polizei. Villingen-Schwenningen. ISBN 3-931778-37-1.
- Wilz, Sylvia Marlene (2010): Entscheidungsprozesse in Organisationen. Eine Einführung. Wiesbaden. ISBN 3-531-16771-5.
- Wilz, Sylvia Marlene (Hrsg.)(2008): Geschlechterdifferenzen – Geschlechterdifferenzierungen. Wiesbaden. Springer VS.
- Wilz, Sylvia Marlene/ Ursula Müller/ Birgit Riegraf (Hrsg.) (2013): Lehrbuch ‚Geschlecht und Organisation’. Eine Einführung mit Originaltexten, Wiesbaden: Springer VS.
- Wilz, Sylvia Marlene/ von Groddeck, Victoria (Hrsg.)(2015): Formalität und Informalität in Organisationen. Wiesbaden. Springer VS.
- Wilz, Sylvia Marlene (2016): Der Held und sein Co-Pilot. Überlegungen zur kommunikativen Konstruktion von Entscheidungen in Organisationen, in: Raab, Jürgen, Reiner Keller (Hg.): Wissensforschung – Forschungswissen. Weinheim: Beltz Juventa, S. 412–420
- Wilz, Sylvia Marlene (2020): Praxistheorie mit Schwerpunkt auf A. Giddens. In: Apelt, Maja et al. (Hg.): Handbuch Organisationssoziologie. Wiesbaden, Springer VS, doi:10.1007/978-3-658-15953-5_13-1
- Wilz, Sylvia Marlene (2020): How do you leave a Yakan House? Der Feldausgang in der empirischen Organisationsforschung, in: Pfadenhauer, Michaela; Scheibelhofer, Elisabeth (Hg.): Interpretative Sozial- und Organisationsforschung. Weinheim, Beltz Juventa, 2020, S. 288–303